# Pomponio Amalteo

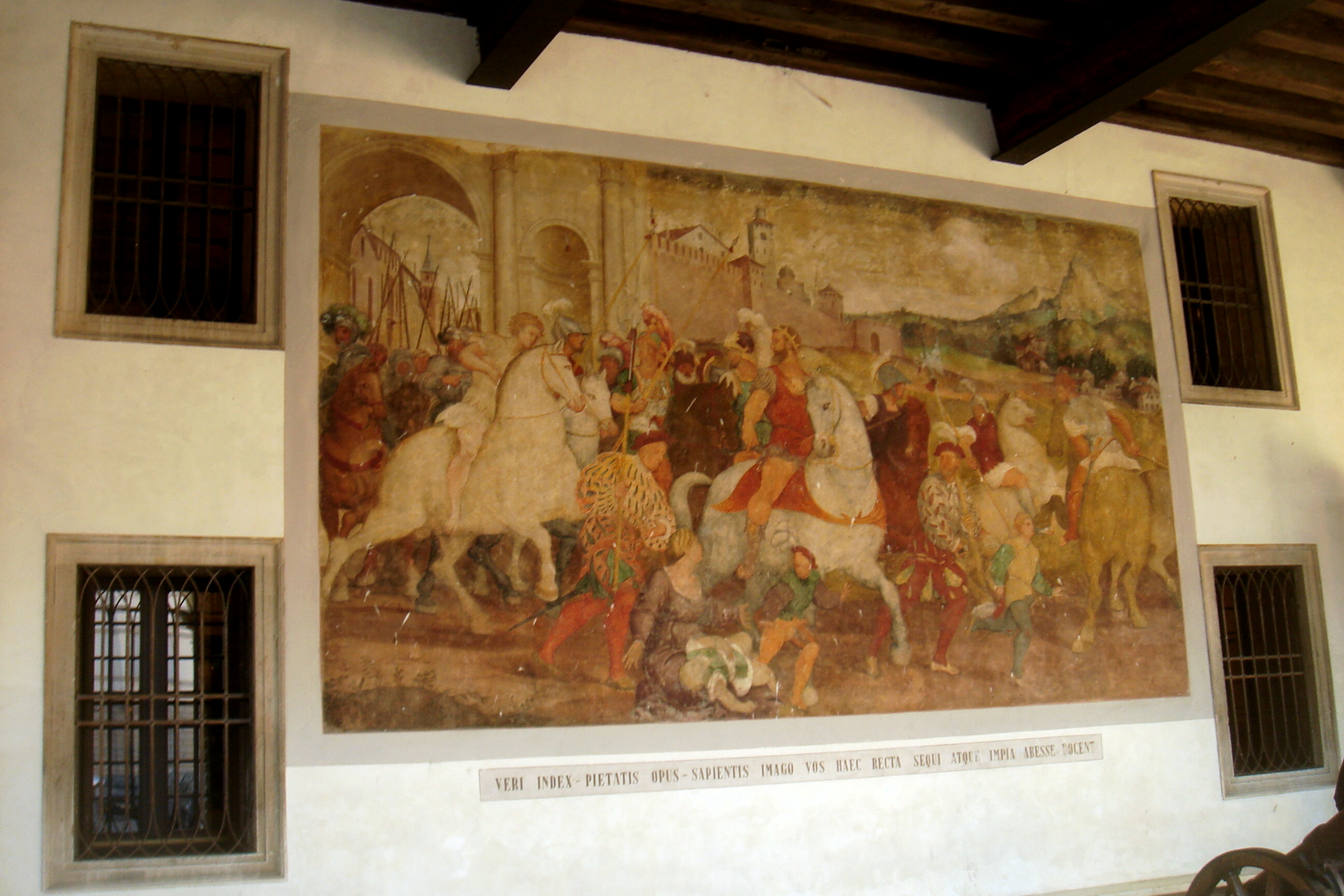
L'affesco dell'Amalteo sotto la loggia cenedese di Vittorio Veneto.

Pomponio Amalteo (Motta di Livenza, 1505 – San Vito al Tagliamento, 9 marzo 1588) è stato un pittore italiano.

## Biografia
Era figlio di Leonardo della Motta e di Natalia Amalteo. Inizialmente si firmava Pomponio della Motta, ma successivamente preferì utilizzare il cognome della madre, proveniente da un'illustre famiglia di artisti e letterati. L'anno di nascita si desume da una dedica posta sulla pala del duomo di Portogruaro realizzata nel 1583, dove l'autore riporta che il lavoro fu fatto in età di 78 anni
Fu allievo de Il Pordenone, di cui sposò la figlia Graziosa. Anche il fratello Girolamo fu un valente pittore.
Nel 1536 lasciò Motta per trasferirsi a San Vito al Tagliamento, dove rimase fino alla morte.
Fu lodato dal Vasari nel 1568: l'artista toscano ne parla molto bene, specialmente a proposito dell'opera maggiore dell'Amalteo, gli affreschi di San Vito al Tagliamento.
Morto a San Vito nel 1588 probabilmente di peste, fu sepolto nella locale Chiesa di San Lorenzo Salvaroli, detta localmente i Frari.
Ebbe cinque mogli. Nell'ordine: 
Orsina Sbroiavacca (deceduta nel 1531), Graziosa de' Sacchis, figlia di Giovanni Antonio de' Sacchis (1534), Lucrezia Madrisio (1541), Angiola del quondam spectabile misier Appolonio veneziano (1570), Nicolosa Agresta (1574).
Quintilia Amalteo (notizie 1541-1611), una delle figlie avute dalla quarta moglie Lucrezia, si dedicò alla pittura e sposò il pittore Giuseppe Moretto (1570). Tra l'altro, eseguì il ritratto della moglie del conte Enea di Porcia (1570), che recentemente è stato identificato con il Ritratto di una contessa Porcia, ora nei Civici musei di Udine, che fu per molti anni attribuito ad Apollodoro di Porcia. Quintilia ritrasse anche una propria sorella.

## Tipologia e dislocazione delle opere

### Le pale

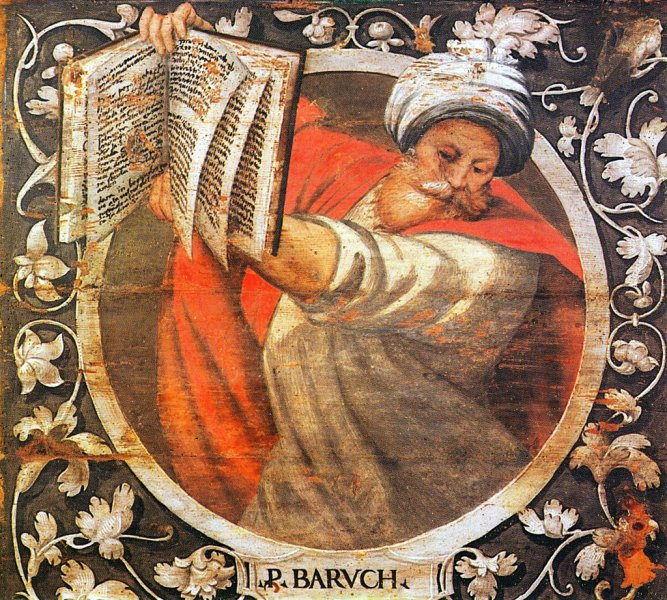
Profeta Baruch, lacunare proveniente dalla chiesa di San Giovanni di Gemona del Friuli.

Operò principalmente in Friuli come pittore di pale d'altare, ad olio su tela. Ecco un elenco parziale dei luoghi delle pale: 
- San Giovanni di Casarsa, Decollazione di San Giovanni Battista, Duomo di San Giovanni Battista;
- Cividale del Friuli, Annunciazione, Duomo;
- Francenigo di Gaiarine, Vergine in gloria tra san Giovanni Battista e san Tiziano, Chiesa di San Tiziano;
- Gemona del Friuli, lacunari per il soffitto della chiesa di San Giovanni in Brolo, a Gemona del Friuli, ora conservati nel Museo civico della cittadina friulana;
- Maniago, Il Redentore in gloria e i santi Giovanni Battista, Giovanni evangelista, Giuseppe, Pietro e Giacomo apostolo, 1558, olio su tela, 253x180 cm, Duomo di San Mauro;
- Oderzo, Storie di san Giovanni Battista, 1549, Duomo;
  - Nascita del Battista, olio su tela, 55x125 cm;
  - Predica del Battista, olio su tela, 55x150 cm;
  - Battesimo di Cristo, olio su tela, 55x132 cm;
  - Decollazione del Battista, olio su tela, 55x150 cm;
  - Testa del Battista al banchetto di Erode, olio su tela, 55x125 cm;
- Portogruaro, Chiesa del Seminario;
- Portogruaro, Storie di sant'Andrea, portelle dell'organo del Duomo;
  - Chiamata di san Pietro e sant'Andrea;
  - Predica di sant'Andrea;
  - Sant'Andrea davanti al giudice;
  - Crocifissione di sant'Andrea;
  - Sepoltura di sant'Andrea;

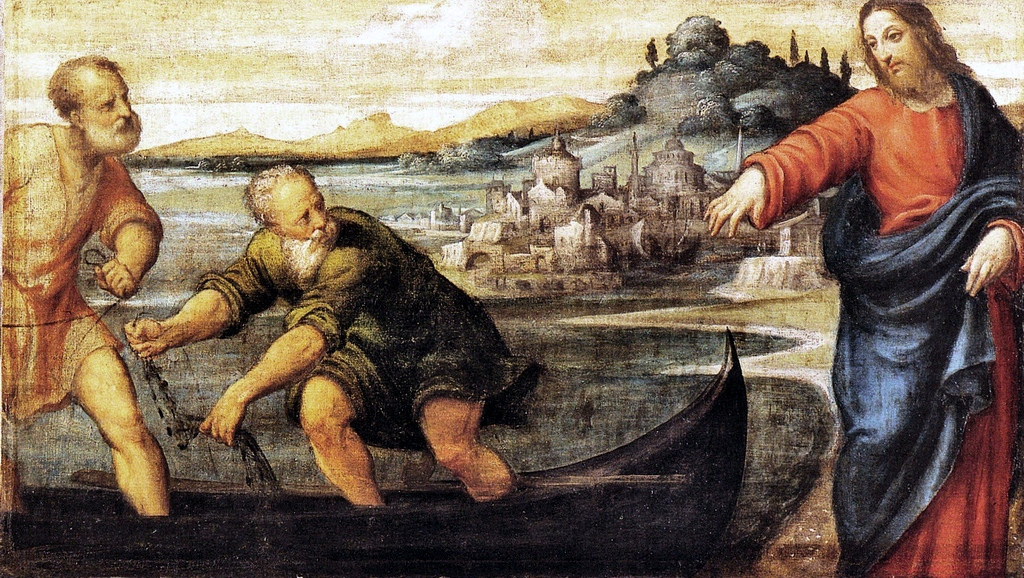
Chiamata di san Pietro e sant'Andrea
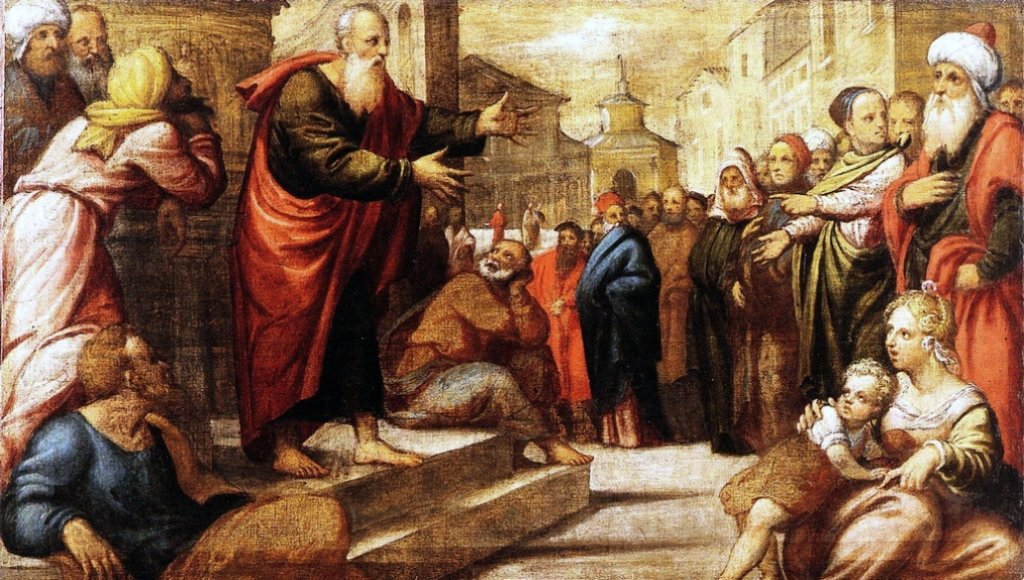
Predica di sant'Andrea
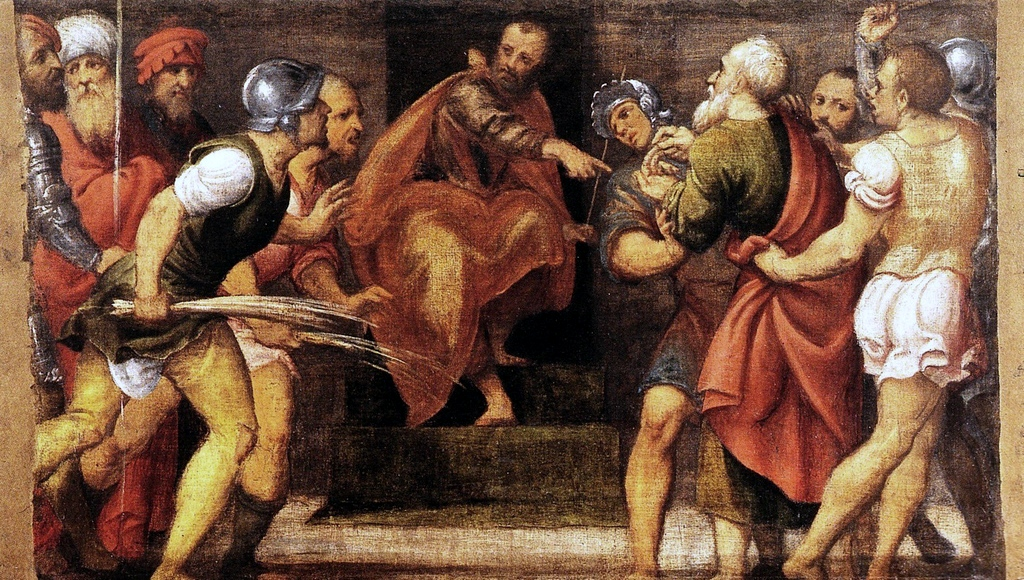
Crocifissione di sant'Andrea
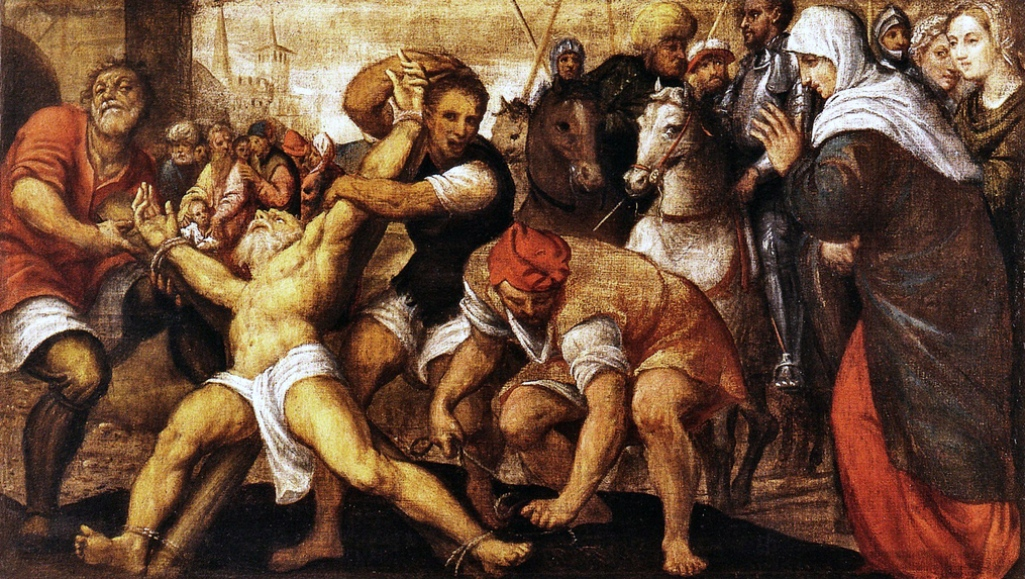
Crocifissione di sant'Andrea
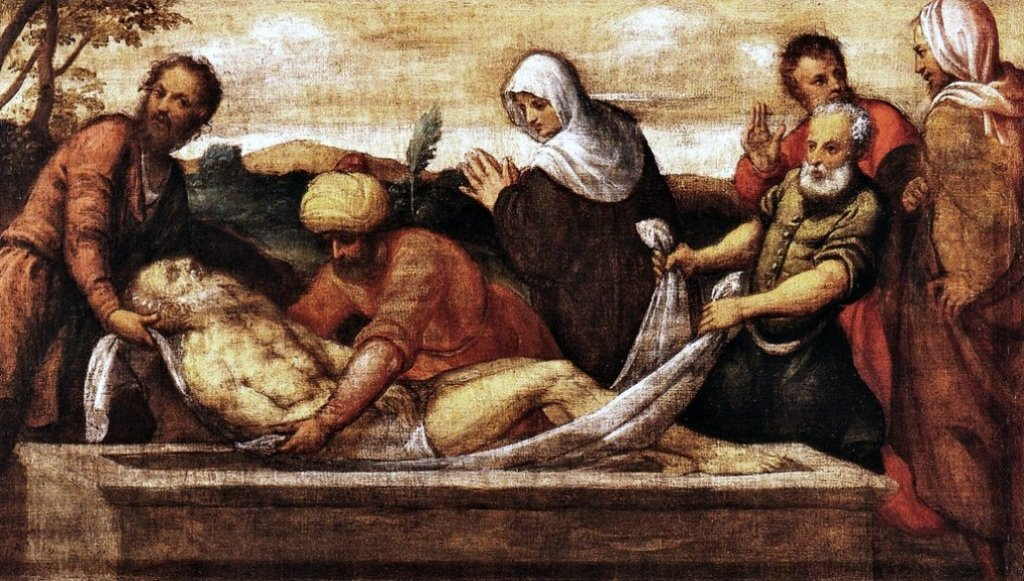
Sepoltura di sant'Andrea

- San Vito al Tagliamento, duomo, "Resurrezione" e "Compianto sul Cristo morto", entrambe del 1577, e "Sacra Conversazione con i Santi Rocco, Cosma e Damiano, Sebastiano e Apollonia", del 1533;
- Tolmezzo, Sposalizio di santa Caterina, 1537, Chiesa di Santa Caterina
- Udine, Martirio di san Pietro martire, olio su tela, 170x250 cm, Chiesa di San Pietro Martire;
- Udine, Estasi di san Francesco d'Assisi[2], 1545-1547, olio su tela, 243 x 175 cm, olio su tela, Civici musei e gallerie di storia e arte;
- Udine, Ultima Cena[3], 1574, olio su tela, Civici musei e gallerie di storia e arte;
- Udine, Redentore in Gloria, san Marco, san Giorgio, san Lorenzo, il luogotenente Girolamo Mocenigo e tre deputati della città di Udine[4], 1574, tela/ pittura a olio, Civici musei e gallerie di storia e arte;
- Udine, Monte di Pietà;
- Udine, Resurrezione di Lazzaro, Duomo
- Udine, Gesù guarisce lo storpio alla piscina probatica, Duomo
- Usago, chiesa di San Tomaso, pala con l'Incredulità di San Tomaso
- Valvasone, portelle d'organo del Duomo, 1549 (completamento del lavoro iniziato dal Pordenone) ed, inoltre, i cinque pannelli della cantoria
- Varmo, Pala d'altare, 1542, Chiesa di San Lorenzo
- Vittorio Veneto, Storia di san Tiziano, cattedrale di Santa Maria Assunta
- Venezia, Santo Stefano;
- Zoppola, Pentecoste del 1532 e Vergine con il Bambino tra san Rocco e san Sebastiano, eseguito tra il 1565 e il 1569, entrambi conservati nella chiesa di Sant'Andrea a Castions.

### Gli affreschi

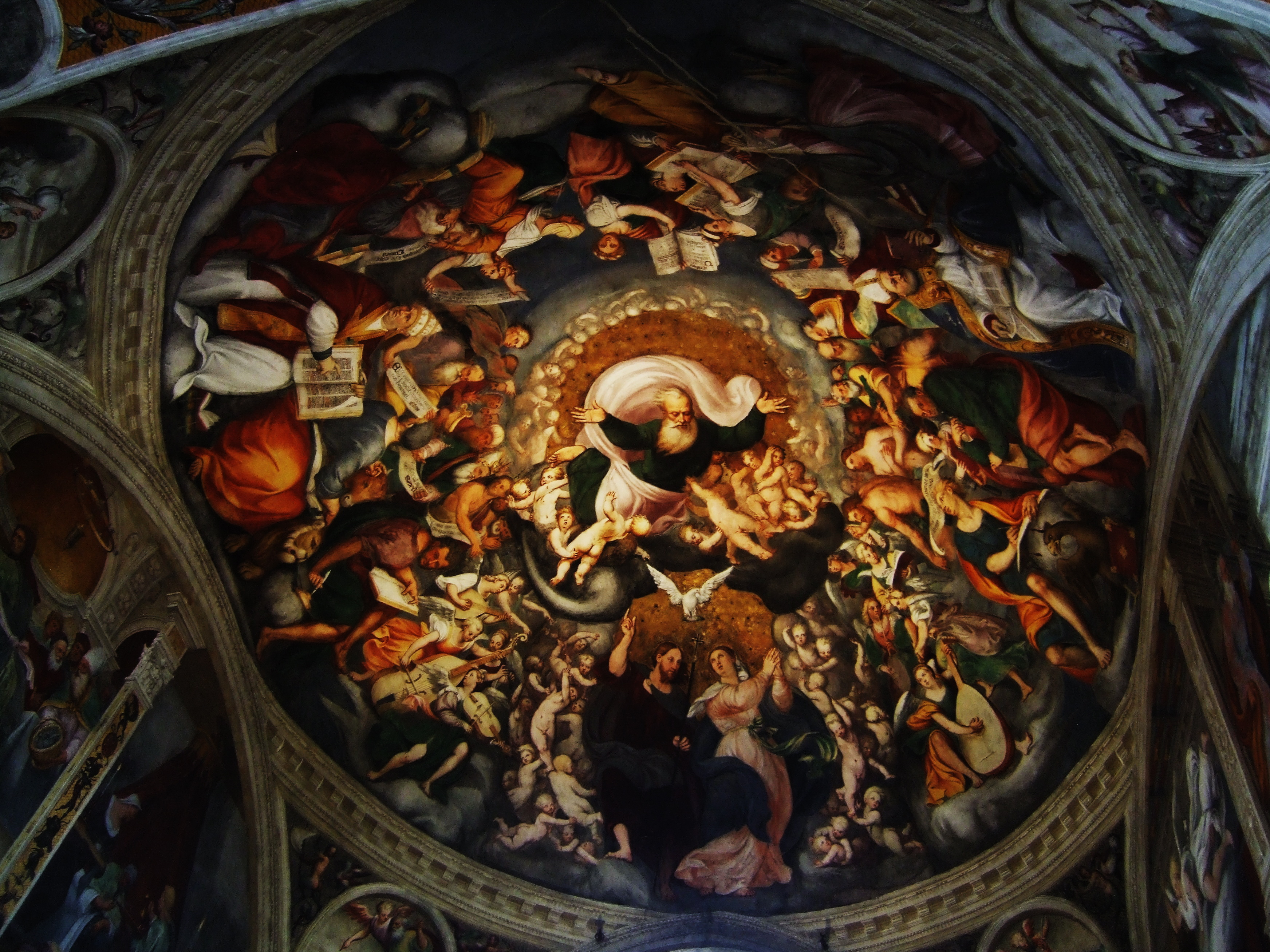
Assunzione della Vergine, San Vito al Tagliamento, Chiesa di Santa Maria dei Battuti.

Fu soprattutto autore di cicli ad affresco, in Friuli e in Veneto: 
- Baseglia, Chiesa Parrocchiale di Santa Croce
- Casarsa della Delizia, Chiesa di Santa Croce, 1539, completamento degli affreschi iniziati dal Pordenone;
- Castel Roganzuolo, chiesa parrocchiale;
- Ceneda, Duomo e loggia
- Lestans, coro della chiesa parrocchiale;
- Maniago, 1558, affreschi del Duomo, molto deteriorati.
- Maniago, Palazzo d'Attimis-Maniago, sulla facciata affresco raffigurante un leone che tiene sotto la zampa lo stemma nobiliare dei conti d'Attimis-Maniago.
- Oderzo, Duomo e facciata in piazza Duomo
- Pordenone, Duomo
- Prodolone, coro della chiesa di Santa Maria delle Grazie
- San Vito al Tagliamento, Storie di Maria, Chiesa di Santa Maria dei Battuti
- Treviso, Musei Civici
  - Testa di sacerdote, affresco staccato, 22x25 cm;
  - Testa di Tito Manlio Torquato, affresco staccato, 22x29 cm; entrambi provenienti dal Palazzo del Consiglio dei Nobili di Belluno;
- Udine, affreschi all'interno di Palazzo Tinghi;
- Vittorio Veneto, affreschi della Loggia di Ceneda, 1534;
  - Giudizio di Daniele;
  - Giudizio di Traiano;
  - Giudizio di Salomone.
- Motta di Livenza, Allegoria della pace, facciata dell'abitazione del cardinale Girolamo Aleandro, 1530?
- Venzone, ciclo di affreschi della Loggia del Palazzo Comunale

## L'artista

### Stile
Da buon imitatore e traduttore dello stile del Pordenone, Pomponio Amalteo spesso è confuso, in alcune sue opere, con il suo eminente maestro: già questa è una garanzia del suo spessore artistico.
È nella maturità, liberato dai legami e spesso dalle dipendenze dal Pordenone (che gli affidava alcuni lavori da lui non completati o gli faceva soddisfare committenti non accontentati), che l'Amalteo dà grandi prove e dimostra la sua predisposizione ritrattistica: è il caso degli affreschi di Baseglia; pur non possedendo la stessa inventiva del suocero, risulta essere il più notevole affrescatore dell'area friulana del secondo Cinquecento e non solo.
Le opere dell'Amalteo sono affollate di figure in movimento, dove i caratteri pordenoniani sono portati a un livello tale da essere talvolta considerabili manieristici: è il caso degli affreschi di Castello Roganzuolo e ancor più di quelli di San Vito al Tagliamento.
Cifra stilistica dell'Amalteo, rispetto al Pordenone, è la tendenza a schiarire, svilire quasi, in alcuni punti, la forza del colore: quello che può apparire un difetto, pare essere invece la peculiarità di molti affreschi.

### Un punto di riferimento
Per il secondo Cinquecento e per il Seicento, Amalteo costituisce fonte d'osservazione e d'ispirazione per tutti gli artisti friulani, così come, per lui, lo era stato il Pordenone.
Pomponio Amalteo è l'ultimo grande affrescatore cui la terra friulana diede i natali.